# Anna Juliana von Kleinau

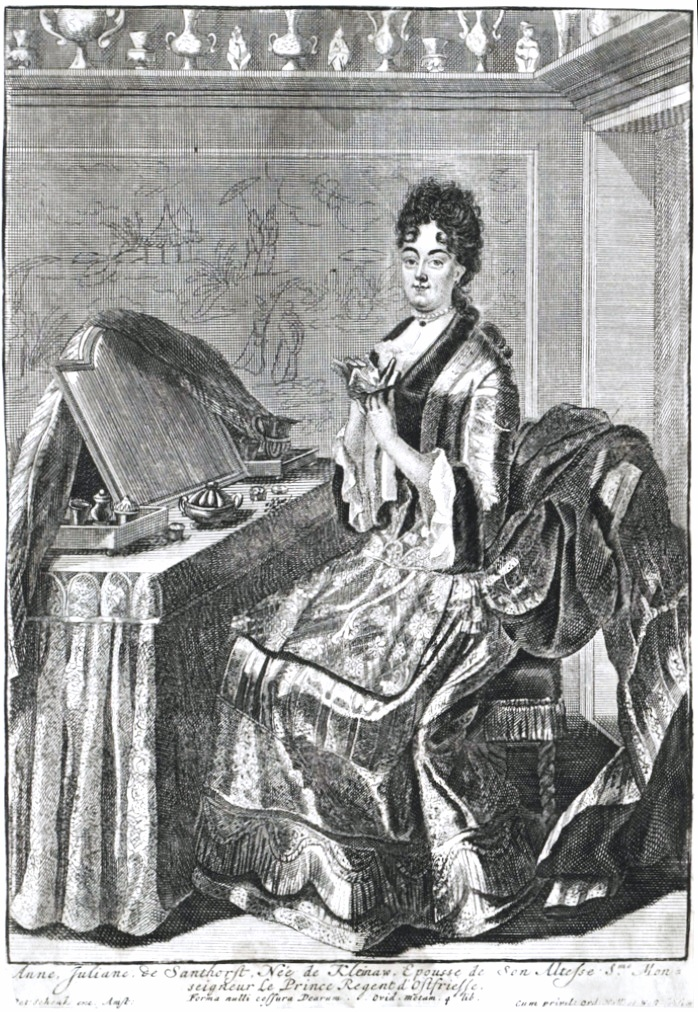
Anna Juliana, Frau von Sandhorst, am Toilettentisch

Anna Juliana von Kleinau (* 29. September 1674; † 23. September 1727 in Aurich) war nach dem Tod der ersten Frau von Christian Eberhard in morganatischer Ehe die zweite Frau des Fürsten von Ostfriesland und führte als solche den Titel Frau von Sandhorst. In einigen zeitgenössischen genealogischen Werken wie Hof- und Staatskalendern wird ihr aber auch der höhere Titel Gräfin von Sandhorst zugeschrieben. Der Kaiser soll sie 1702 in den Grafenstand erhoben haben.

## Leben
Anna Juliana von Kleinau war die Tochter des Oberförsters Heinrich von Kleinau aus Mecklenburg-Güstrow und dessen Ehefrau Sophia Klara von der Osten, Tochter des Oldenburger Landdrosten von Delmenhorst, Hieronymus Georg von der Osten (* 2. Mai 1612; † 28. Mai 1659). 

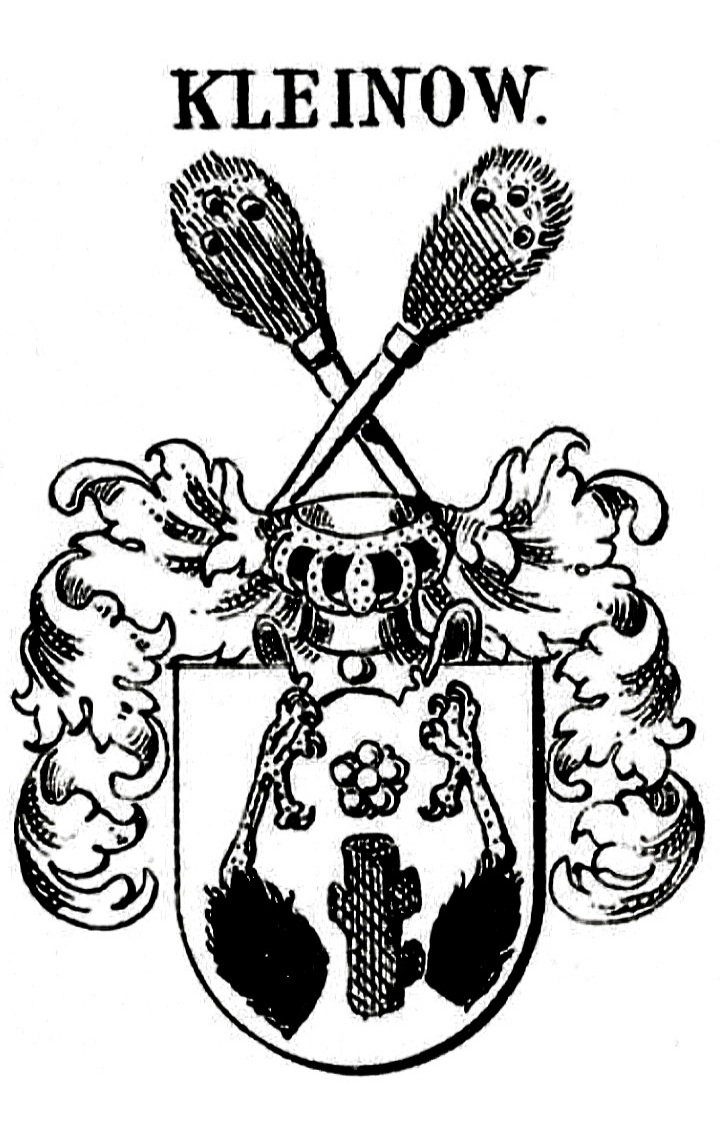
Stammwappen derer von Kleinow/Kleinau

Das Geschlecht derer von Kleinau (auch: Kleinow, Klenow) hatte seinen Stammsitz im mecklenburgischen Klenow, aus dem später die herzogliche Residenz Ludwigslust entstand, und der 1294 urkundliche Stammvater Ritter Hermann gehörte offenbar den mecklenburgischen von Hagenow an, die das gleiche Wappen führten. Die von Kleinau standen bereits 1562 urkundlich in Diensten des mecklenburgischen Fürstenhauses, seinerzeit in denen von Herzog Albrecht. Johann von Kleinau lebte noch 1713 als Wirklicher Geheimer Rat des preußischen Königs, welche hohe Charge er neben dem Kanzleramt und dem Amt des Konsistorialpräsidenten er auch beim Herzog von Mecklenburg-Güstrow bekleidete. Einer von Anna Julianas Brüdern starb als königlich dänischer Kammerjunker, ein anderer 1723 als königlich dänischer Obrister und Kommandant zu Friedrichshafen.
Anna Juliana wurde Hofdame der Fürstin von Ostfriesland, Eberhardine Sophie von Oettingen-Oettingen. Ein Jahr nach deren Tod heirateten Anna Juliana und der ostfriesische Fürst in morganatischer Ehe. Die Hochzeit fand am 29. September 1701 auf Burg Berum statt. Das traf bei einigen Verwandten des Fürsten, die die Ehe nicht als standesgemäß ansahen, auf Widerspruch. Die Stände hatten jedoch nichts gegen die Ehe einzuwenden.

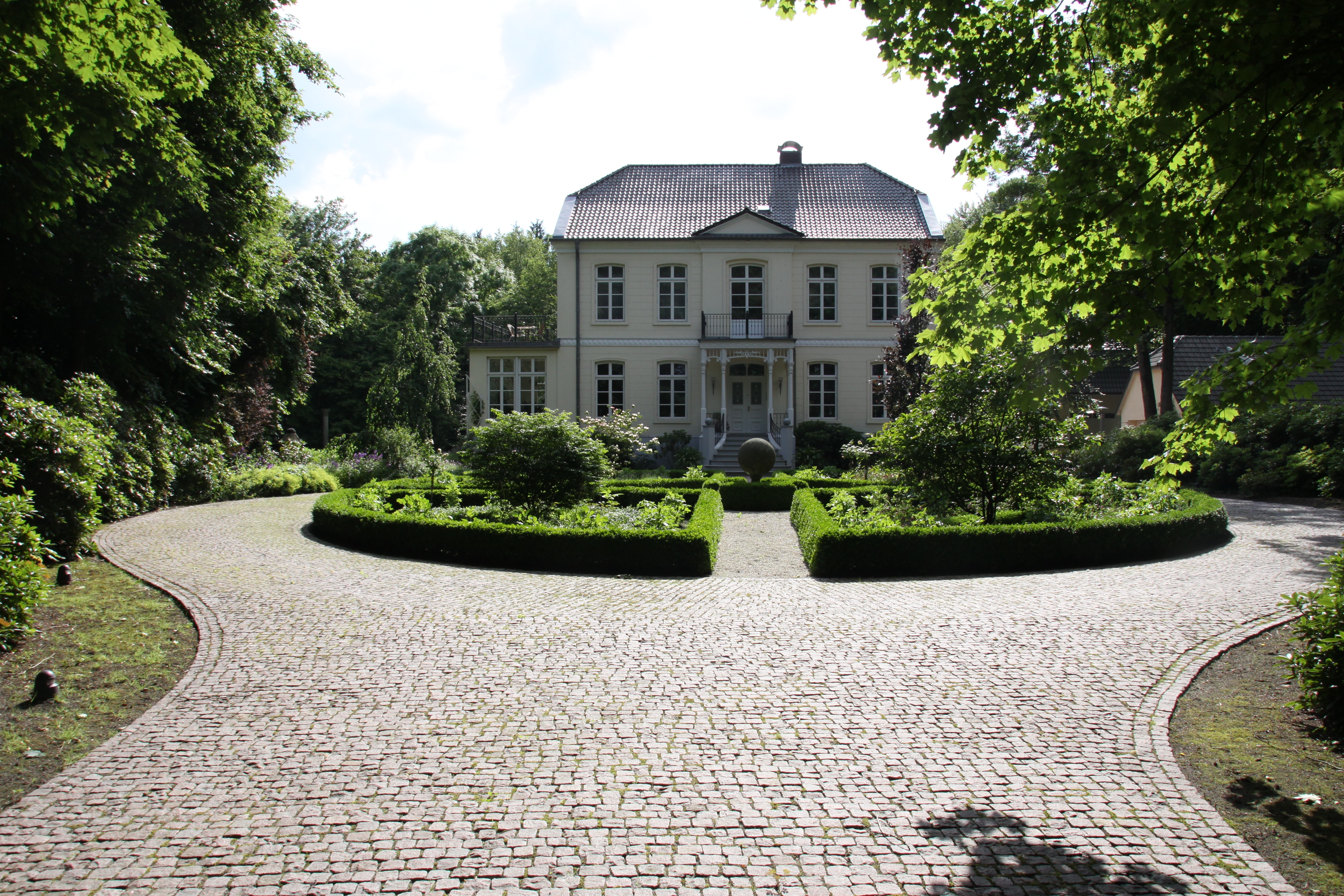
Schloss Sandhorst

Im Ehevertrag wurde festgelegt, dass sie nicht in den Fürstenstand erhoben werden sollte. Sie erhielt daher von ihm den Titel Frau von Sandhorst. Namensgeber war das Schloss Sandhorst bei Aurich.

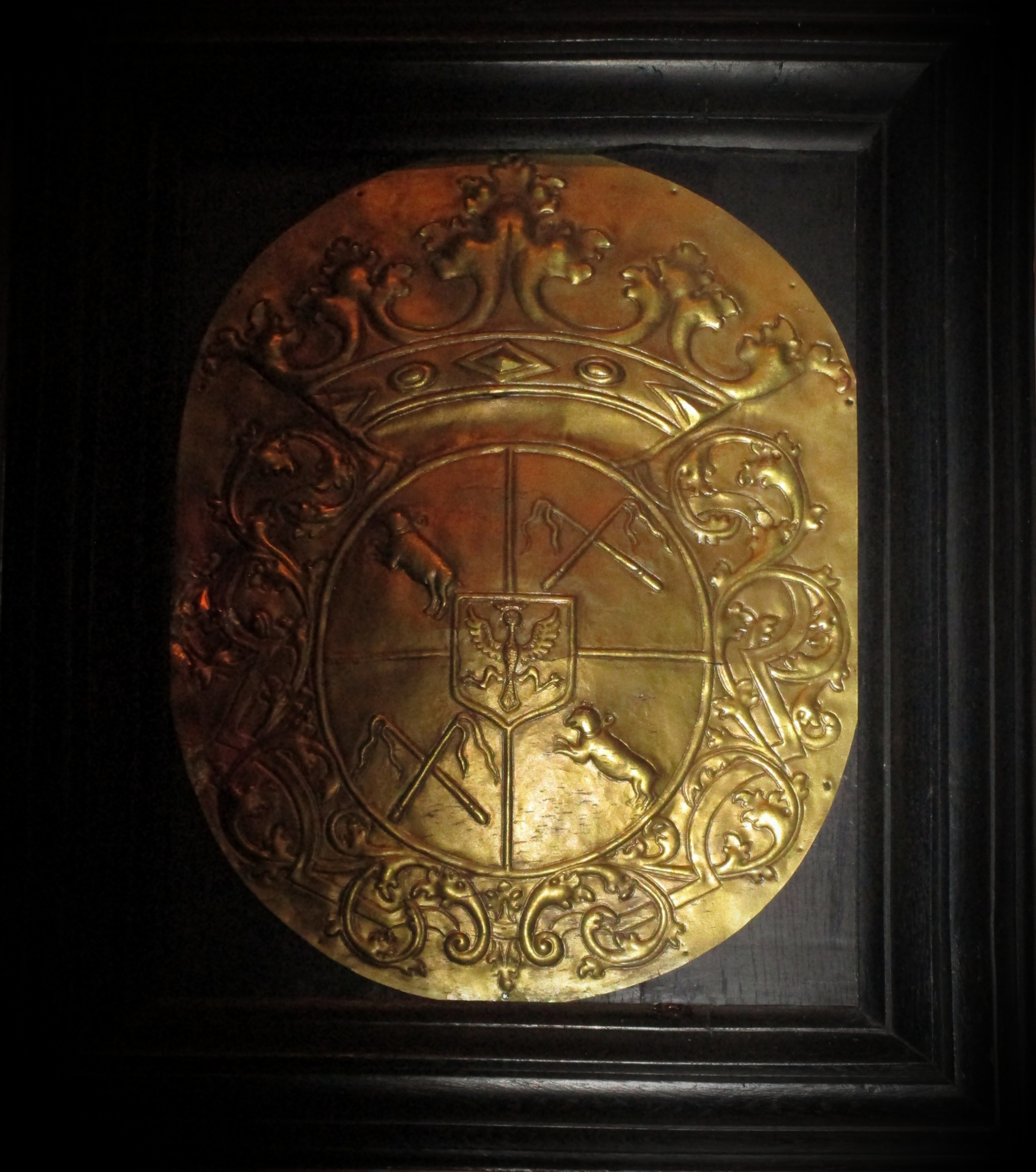
Wappen derer von Sandhorst

Das neu verliehene Wappen stellte ein Minderwappen des die Grafschaft Ostfriesland regierenden Fürstenhauses Cirksena dar: im Herzschild das Stammwappen derer Cirksena, den Jungfrauenadler, im Feld 1 und 4 den Bären von Esens, im Feld 2 und 3 die gekreuzten Geißeln vom Wappen der Herrschaft Wittmund, herrührend vom alten Häuptlingsgeschlecht derer Attena. Die vier Felder um den Herzschild repräsentieren das lange von den Attena regierte Harlingerland, das seit 1625 formal zur Grafschaft Ostfriesland gehörte.
Als Morgengabe erhielt Anna Juliana 2000 Taler. Während der Ehe sollte sie standesgemäß versorgt werden. Als Witwensitz sollte sie das Schloss Sandhorst nebst aller dazugehörigen Ländereien sowie als Wintersitz die Alte Kanzlei in Aurich erhalten. Zudem sollte sie nach dem Tod des Fürsten jährlich 3000 Taler erhalten. Im Ehevertrag war zudem geregelt, dass die Kinder aus der Ehe den Namen von Sandhorst führen sollen, solange es noch überlebende Kinder aus der ersten Ehe des Fürsten gab. Zudem wurden sie von der Erbfolge ausgeschlossen. Dafür sollte ein Sohn aus dieser Ehe eine jährliche Rente von 1000 Talern erhalten, eine Tochter die Hälfte. Sollte es mehr als zwei Nachkommen geben, sollte jedes dieser Kinder 400 Taler als Aussteuer erhalten. Im Falle des Todes aller männlichen Nachkommen des Fürsten aus erster Ehe sollte der älteste Sohn aus der Verbindung mit Anna Juliana das Fürstentum erben und die anderen in den Adelsstand erhoben werden. Diese Vertragsbedingungen wurden vom Kaiser bestätigt.
Der erste Sohn des Paares war 1702 eine Totgeburt. Im Dezember 1704 erfolgte die Totgeburt einer Tochter. Tochter Sophie Antoinette Juliane von Sandhorst kam am 4. Januar 1707 zur Welt. Dabei blieb es. 1708 starb der Fürst. Die Tochter starb am 14. Januar 1725 an den Pocken und wurde im Cirksena-Mausoleum in Aurich begraben. In Hofkalendern wurde ihr auch der Titel Princessin von Ost-Frießland, sonsten Mademoiselle von Sandhorst genannt beigelegt.
Nach dem Tode von Anna Julianas Gemahl stritt sein Sohn aus erster Ehe, ihr Stiefsohn Georg Albrecht, mit ihr um das Erbe. So untersagte er ihr unter anderem das Führen eines Wappens, das aus einem von einer Witwenschnur zusammengehefteten Schild bestand, dass auf der einen ihr Stammwappen, auf der anderen Seite das ihren Kindern in Eheverträgen verliehene zeigte. Schließlich einigten sich die beiden durch Vermittlung ihres Anwaltes, des Barons von Imhoff, auf einen Vergleich. Darin akzeptierte der Fürst die in dem Ehevertrag seines Vaters genannten Bestimmungen und zahlte die Zinsen für die 2000 Taler Morgengabe und auf die drei bislang nicht ausgezahlten Jahresrenten in Höhe von 3000 Talern.
Nach der Weihnachtsflut 1717 brachen Anna Julianas Einkünfte jedoch größtenteils weg. Kredite zur Aufrechterhaltung ihres Lebensunterhalts wurden ihr verweigert. So lebte sie unter verhältnismäßig armen Umständen meist in der Alten Kanzlei, wo sie auch am 23. September 1727 starb. Ihr Stiefsohn ließ sie in der fürstlichen Familiengruft beisetzen. Nach anderen Angaben starb Anna Juliana auf Schloss Sandhorst, doch hatte sie dieses bereits zu Lebzeiten ihrem Stiefsohn überlassen, nämlich 1723, im Tausch gegen Zusicherung einer Kuhweide, eines Küchengartens, zwei Schweinen und drei Tonnen Roggens, sowie Bargeld für die Schlossmöblierung. Das nach Tilgung der Schulden geringe übrige Erbe der Frau von Sandhorst ging an ihre Schwestern.